# Ecuador
Az Ecuadori Köztársaság egy dél-amerikai ország, amely északon Kolumbiával, keleten és délen Peruval, nyugaton a Csendes-óceánnal határos. Hozzá tartoznak még a Galápagos-szigetek a Csendes-óceánban, 965 km-re a kontinens partjaitól.
Nevének jelentése spanyolul ’Egyenlítő’ (a latin ÆQUATOR szóból), mivel az Egyenlítő vonalán fekszik.
Az ország fővárosa Quito, amely az 1970-es években UNESCO világörökségi címet kapott, amiért egész Latin-Amerikában az itteni történelmi központ őrizte meg legjobban eredeti jellegét. Az ország harmadik legnagyobb városa, Cuenca 1999-ben szintén világörökségi címet kapott, amiért rendkívül jól illusztrálja a gyarmatosító spanyol reneszánsz várostervezést valamint városképe élénken tükrözi a különböző latin-amerikai társadalmakat és kultúrákat.
Három nagy földrajzi régióra oszlik: a Csendes-óceán partvidékére, ahol Guayaquil nagyvárosa is található, az ország Andok magashegységi régiója, ahol a főváros, Quito található, és az ecuadori Amazonas-vidék, az ország keleti részén. E régiók közül az első kettőben összpontosul az ország lakossága és gazdasági tevékenységeinek nagy része, míg a kevésbé lakott amazóniai részt jelentős kőolaj-lelőhelyek, valamint nagy biodiverzitás jellemzi. Ehhez a három nagy kontinentális régióhoz járul még a Galápagos-szigetek csoportja.
Az ország számos állatfajnak ad otthont, amely közül sok az őshonos (endemikus), mint például az egyedülálló állatvilágáról híres Galápagos-szigeteken élő fajok jelentős része.

## Történelme

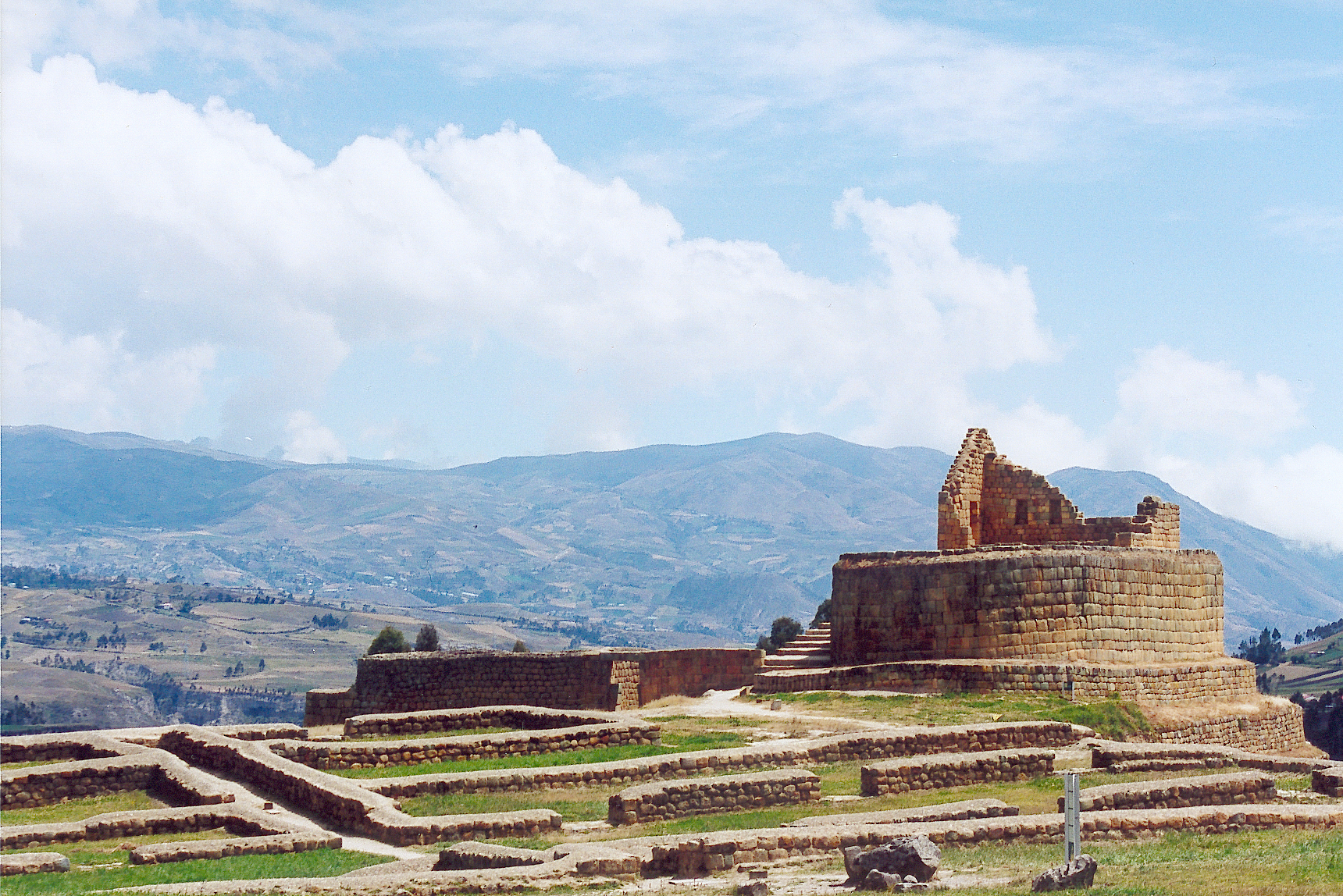
Inka romok, Ingapirca

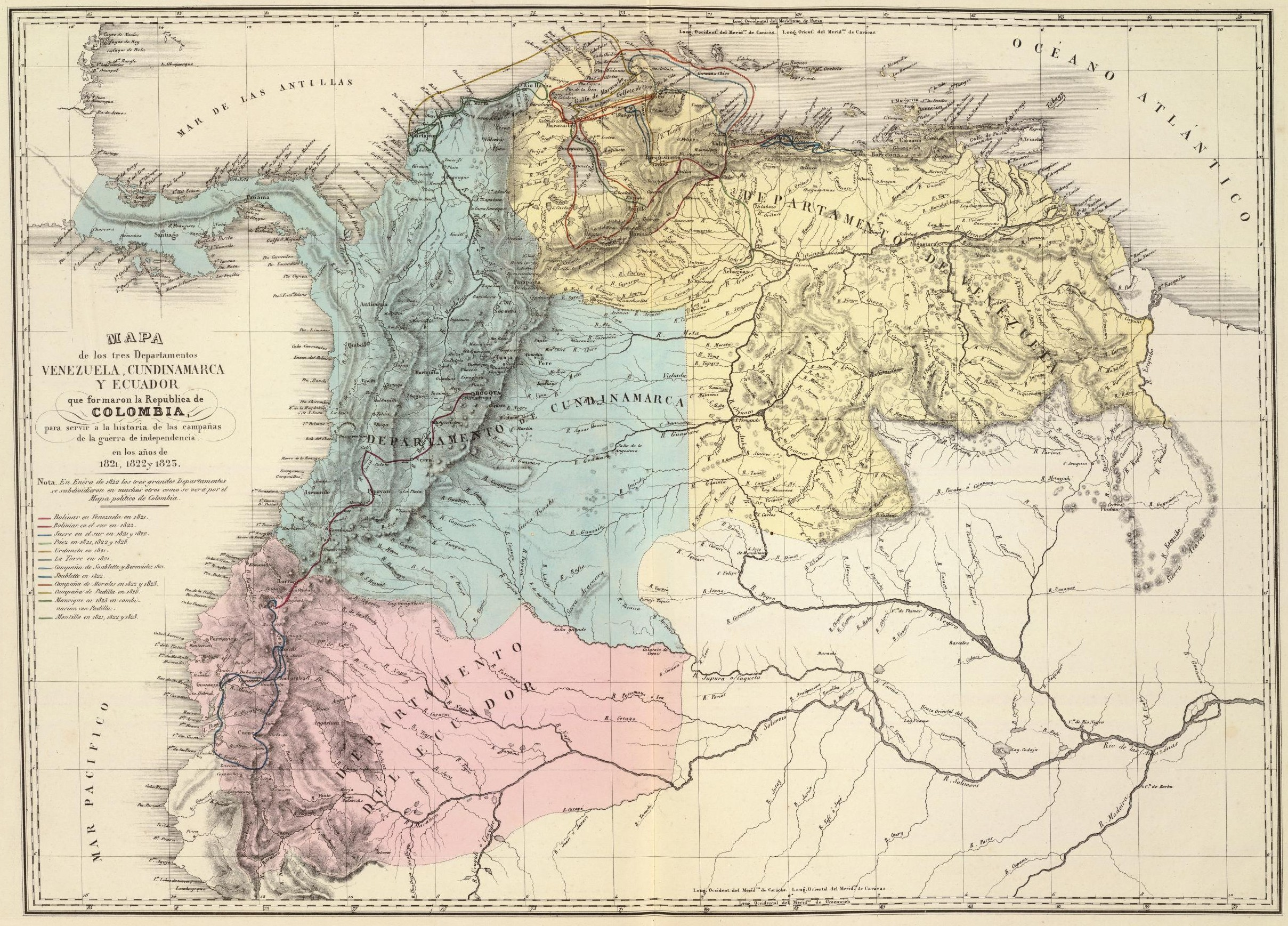
Az Ecuador, Cundinamarca és Venezuela alkotta Nagy-Kolumbiai Köztársaság

A mai Ecuador őslakosai az indiánok voltak, területe pedig az Inka Birodalom része volt. A spanyolok 1531 és 1533 között hódították meg, és előbb a Perui Alkirálysághoz, majd az Új-Granadai Alkirálysághoz csatolták. A spanyol gyarmatosítók elleni felkelés 1810-ben kezdődött, az ország hosszú és keserves harcok után 1821-ben vívta ki függetlenségét. 1822-ben a pichinchai csata után Ecuador csatlakozott a Simón Bolívar vezette Nagy-Kolumbiához, amely magába foglalta Kolumbia, Venezuela és Panama egészét, valamint Peru, Brazília és Guyana egyes területeit.
A 19. században Ecuador instabil állam volt, gyorsan követték egymást a diktátorok. Az 1860-as években a római katolikus egyház segítségével a konzervatív Gabriel Garcia Moreno egyesítette az országot. A század végén a világban megnőtt a kakaó iránti kereslet, az lett a fő exportcikk, és vándorlás indult meg a felföldről a partvidék új mezőgazdasági vidékei felé.
1895-ben a partvidékre támaszkodó Eloy Alfaro liberális forradalmat vezetett, korlátozta az egyház és a felvidék konzervatív földbirtokosainak hatalmát. Ez a liberális irányzat maradt hatalmon 1925-ig, a katonák „júliusi forradalmáig”. Az 1930-as és 1940-es években ismét politikai labilitás volt és olyan populista politikusok emelkedtek fel, mint José María Velasco Ibarra ötszörös elnök.
Az Amazonas medencéjének hovatartozásáról hosszú ideig vita volt Ecuador és Peru között. 1941-ben gyorsan nőtt a feszültség a két ország között, majd háború tört ki. Peru álláspontja szerint ecuadori csapatok megszállva tartották a vitatott területet, Ecuador álláspontja szerint Peru a vitatott terület megszállására készült. 1941 júliusában mindkét ország mozgósított. Az ellenségeskedés 1941. július 5-én tört ki. A háború során Peru megszállta az egész vitatott területet. Néhány hetes harc után az Amerikai Egyesült Államok és több latin-amerikai ország nyomására tűzszünet lépett életbe. Ecuador és Peru 1942. január 29-ei megállapodásával helyreállt a nyugati félteke egysége a tengelyhatalmakkal vívott második világháborúban. Győzelme eredményeként Peru magához csatolta a vitatott területet.
Gazdasági válság és népi nyugtalanság a populista politika visszatéréséhez és a katonák ismételt beavatkozásokhoz vezetett az 1960-as években. Közben külföldi társaságok olajat fedeztek fel az Amazonas-medence Ecuadorhoz tartozó részén. 1972-ben elkészült az Andokon átvezető csővezeték. Ezen át jut ki az olaj a keleti vidékekről a partvidékre, így Ecuador lett Dél-Amerika második legnagyobb olajexportőre. Ugyanabban az évben egy „forradalmi és hazafias” katonai junta megdöntötte a kormányt, és hatalmon maradt 1979-ig. A későbbi demokratikus kormányok sem tudták megoldani a gazdasági nehézségeket. 1982-ben Osvaldo Hurtado kormányának kellett szembenéznie a gazdasági válsággal. Ezt magas infláció, költségvetési hiány, pénzromlás, növekvő adósságtörlesztés, versenyképtelen ipar jellemezte, és a kormányzás krónikus instabilitását okozta. A későbbi években sem lett stabilabb a kormányok helyzete, 1996-2006 között három demokratikusan megválasztott elnöke egyike se tudta kitölteni hivatali idejét.
A bennszülött lakosság aránya nő (ma hozzávetőleg 25%) és ez az utóbbi évek belpolitikájára is kihat. A kormányok képtelenek voltak földreformot végrehajtani, magas a munkanélküliség és rosszak a szociális szolgáltatások, történelmét a földbirtokos elit által kizsákmányolva töltötte.
2006-ban a demokratikus választásból Rafael Correa került ki győztesen. Az új ecuadori alkotmányt a 2007-ben felállított Ecuadori Alkotmányozó Gyűlés fogalmazta meg, amelyet 2008-ban fogadott el az ország népszavazás útján. Ecuador az ENSZ és számos dél-amerikai szervezet tagja.

## Földrajza
Ecuadornak három fontos földrajzi régiója van és egy szigetcsoport a Csendes-óceánban.
- A Costa az ország nyugati részén lévő alacsony partvidék
- A Sierra magas fekvésű, hegyes vidék az ország közepén. Itt halad végig az Andok.
- Az Oriente (Kelet) az amazoniai esőerdők vidéke a keleti részen, amely a terület mintegy 40%-át teszi ki és a népességnek csak az 5%-a lakik itt.
- Végül a Región Insular a Galápagos-szigetek környezete a Csendes-óceánban.

Ecuador fővárosa Quito, Pichincha tartományban van a Sierra régióban. Legnagyobb városa Guayaquil, Guayas tartományban a nyugati parton. A Quitótól délre fekvő Cotopaxi (5897 m), a hasonló nevű tartomány mellett sokszor tévesen tartják a világ legnagyobb aktív vulkánjának. Dél-Peruban és Észak-Chilében több magasabb és aktív vulkán van. Ecuador legmagasabb pontja a Chimborazo (6267 m).

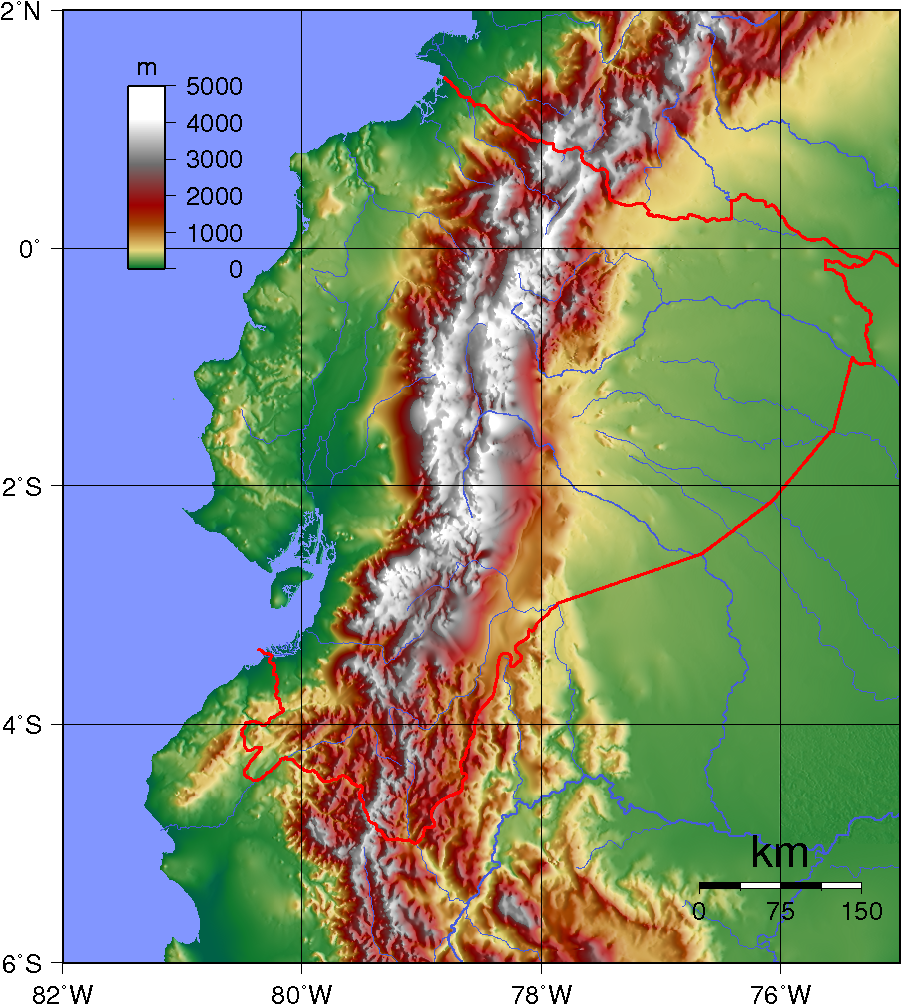
Ecuador domborzati térképe
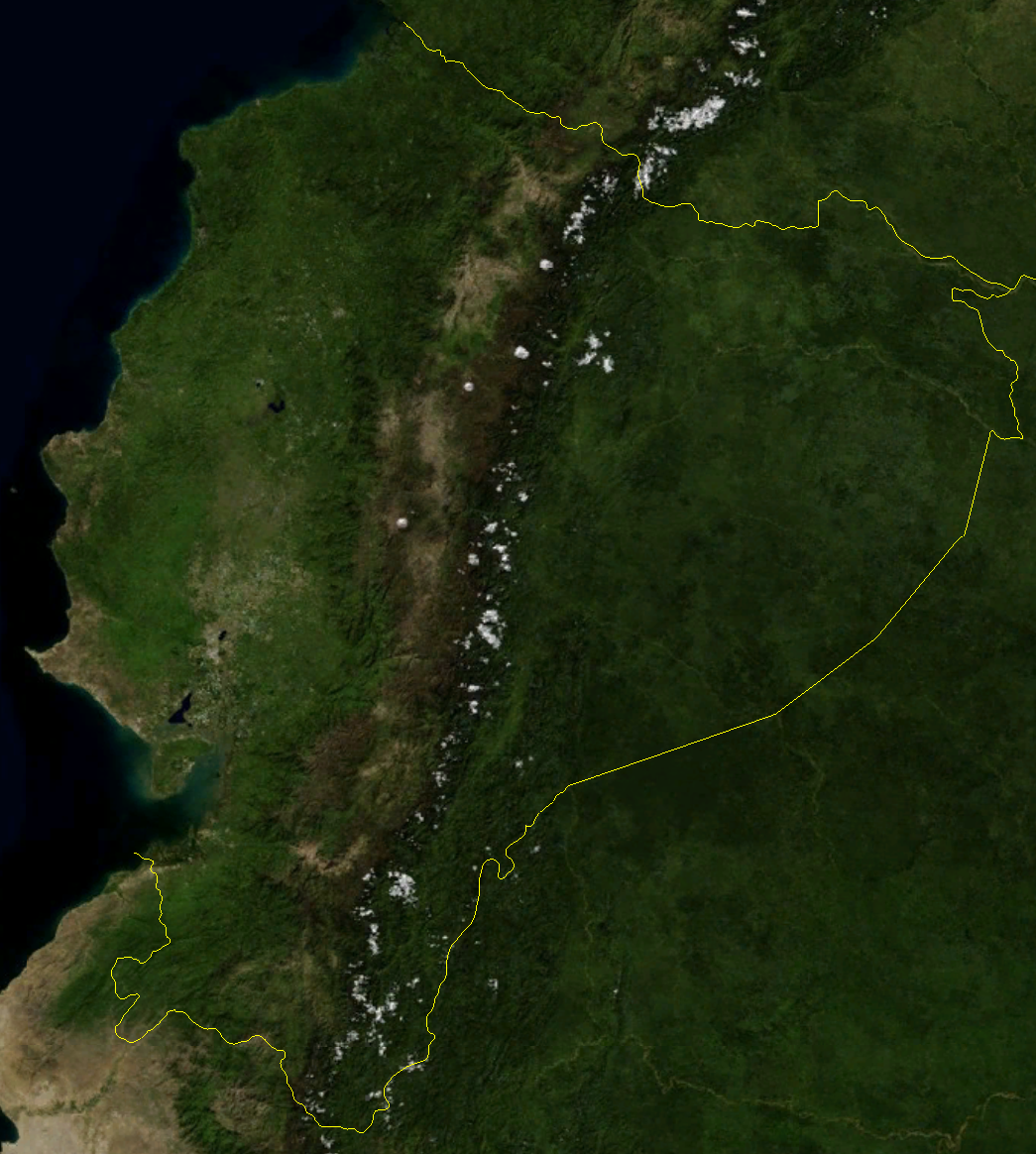
Ecuador műholdképe
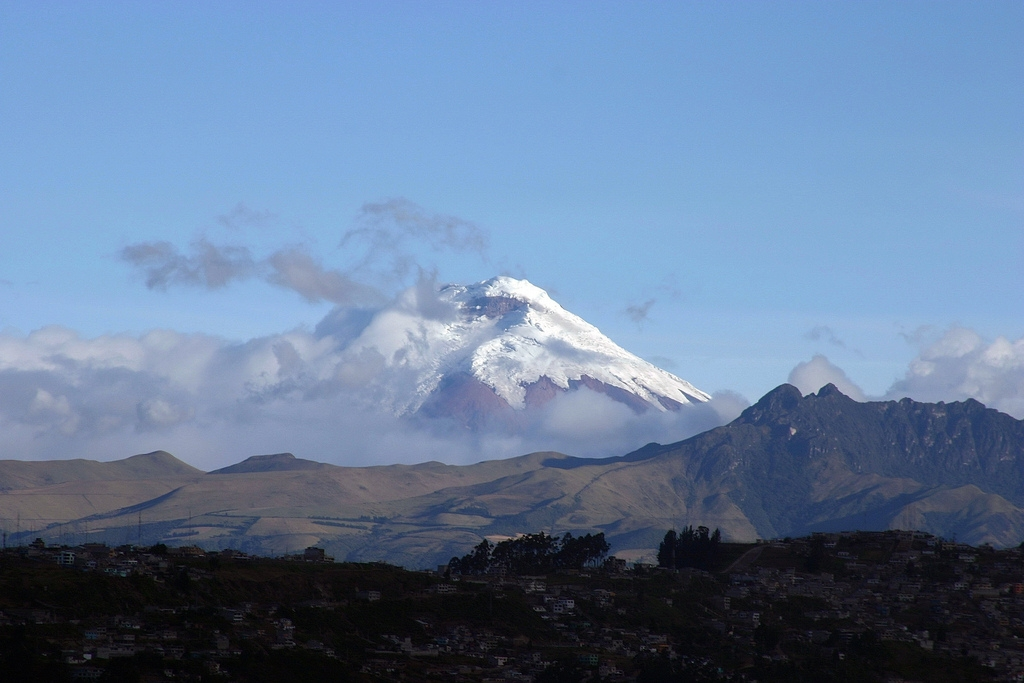
A Cotopaxi
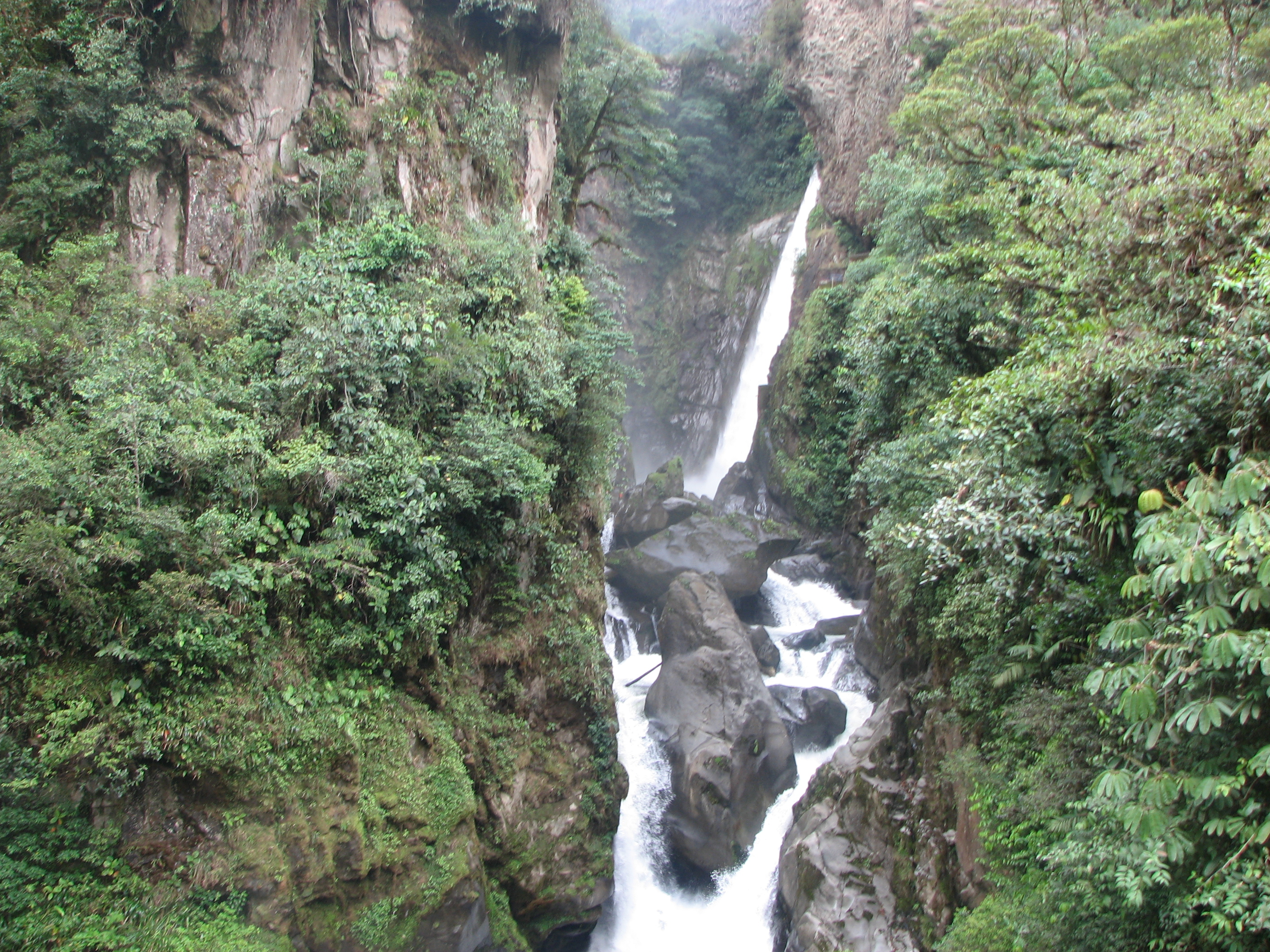
A Pailón del Diablo vízesés, Baños

### Vízrajza
Ecuador szinte összes folyója a Sierra területről fakad és vagy kelet felé folyik az Amazonas irányába, vagy nyugaton a Csendes-óceánba ömlik. Ezek a folyók a hegyekben elolvadó hóból vagy egyéb magaslati csapadékokból keletkeznek. A Sierra területen a patakok és folyók keskenyek és gyors-folyásúak, majd a fennsíkot elérve lelassulnak és kiszélesednek. Később azonban ismét felgyorsulnak az Andok meredek lejtőin, míg legvégül ismét lecsendesednek és kiszélesednek.
A Costa területen a folyókat a heves esőzések táplálják decembertől májusig, míg a száraz évszakban néhány nagyobb folyó kivételével teljesen kiszáradnak mielőtt az óceánt elérnék. Az esős évszakban az óceántól befelé haladva már előfordulnak áradások is.
A Costa területen a Guayas folyórendszer szállítja el a legtöbb csapadékot. A déli Guayaquil-öbölbe érkező vízrendszer 40 000 négyzetkilométerről gyűjti be a csapadékot. A 60 km hosszú Guayas-folyó Guayaquil északi részén csupán a Babahoyo és a Daule folyók összefolyásától indul és jelentősen kiszélesedve, deltatorkolattal érkezik az óceánba, ahol számos szigetet és csatornát alakít ki.
A második legfontosabb vízgyűjtő folyórendszer az Esmeraldas a Sierra területről érkezik és Esmeraldas város mellett ömlik az óceánba. Az Esmeraldas-folyó hossza 320 kilométer, gyűjtőterülete egy 20 000 négyzetkilométeres medence.
Az ország keleti részén található legjelentősebb folyók a Pastaza, a Napo és a Putumayo. A Pastaza a Chambo és a Patate folyók összefolyásától indul, amelyek a Sierrából érkeznek. A Pastaza folyón található az Agoyan vízesés, amely 61 méter magas és ezzel Ecuador legmagasabb vízesése. A Napo folyó a Cotopaxi hegycsúcs közeléből indul. Ez a folyó Ecuador legfontosabb szállításra alkalmas folyója a keleti, alacsonyabban fekvő területeken. A Putumayo folyó a Kolumbiával közös határon folyik. A keleti területen lévő összes folyó az Amazonas folyóba ömlik. A Galápagos-szigeteken nincs jelentős folyó, azonban a nagyobb szigeteken édesvízi források találhatók.

### Éghajlata
Ecuador tengerpartján trópusi éghajlat uralkodik világosan megkülönböztethető esős évszakkal. Ez januártól májusig tart. A felföldön mérsékelt hegyvidéki éghajlat uralkodik. Amazóniában ismét trópusi az éghajlat, mindennaposak az esők. Az országban a legmagasabb hőmérséklet januárban 30-35 °C, míg a legalacsonyabb júliusban 5-25 °C körüli.

### Növény- és állatvilága
Az ország aránylag kis területe ellenére változatos a felszín és az éghajlat. Ennek következtében állat- és növényfajok sokasága él itt. A Galápagos-szigetek élővilága meg egészen különleges, bennszülött (endemikus) fajokban gazdag. Az itt szerzett tapasztalatai vezették Charles Darwint elméletének kidolgozására.

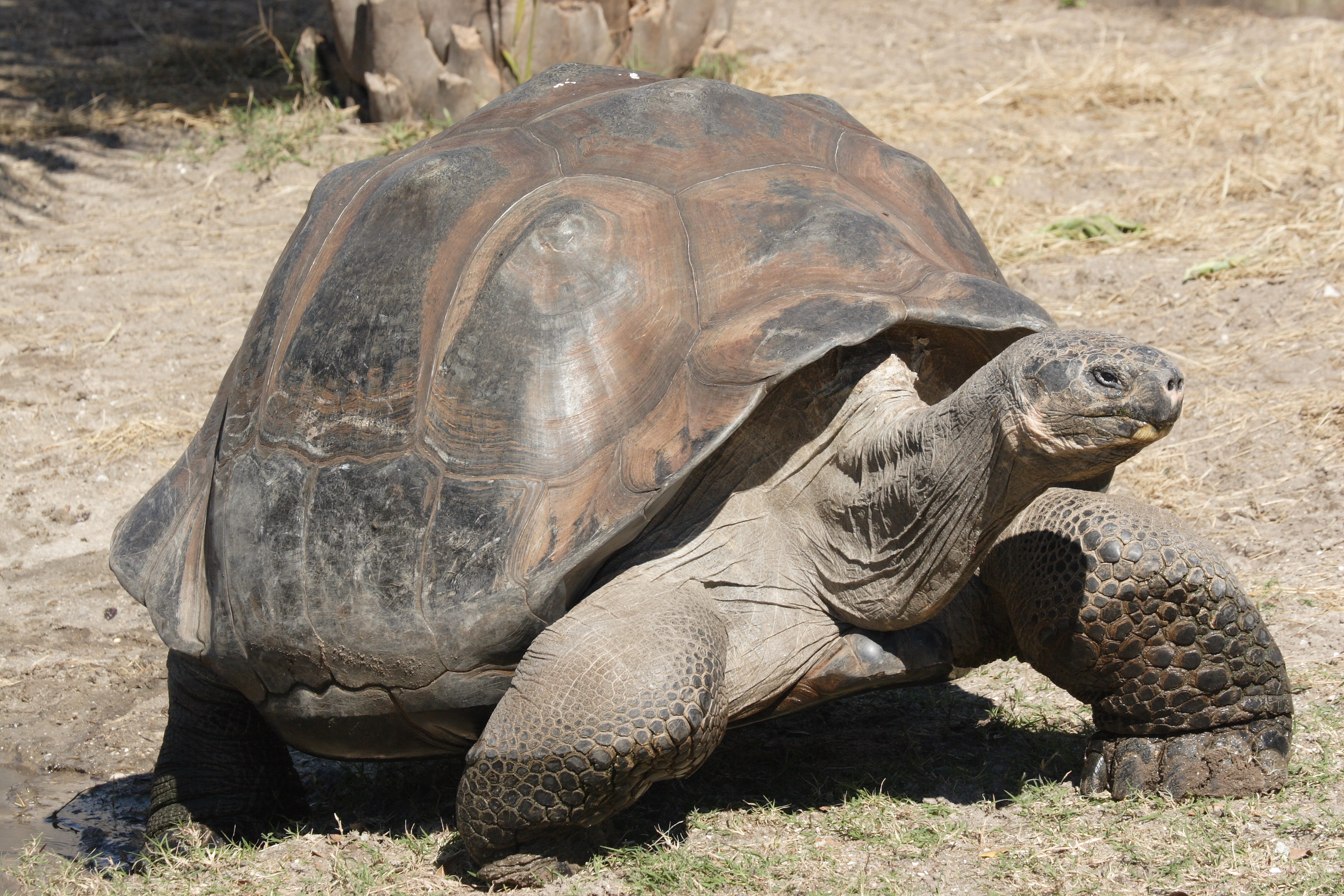
Galápagosi óriásteknős, Galápagos-szigetek
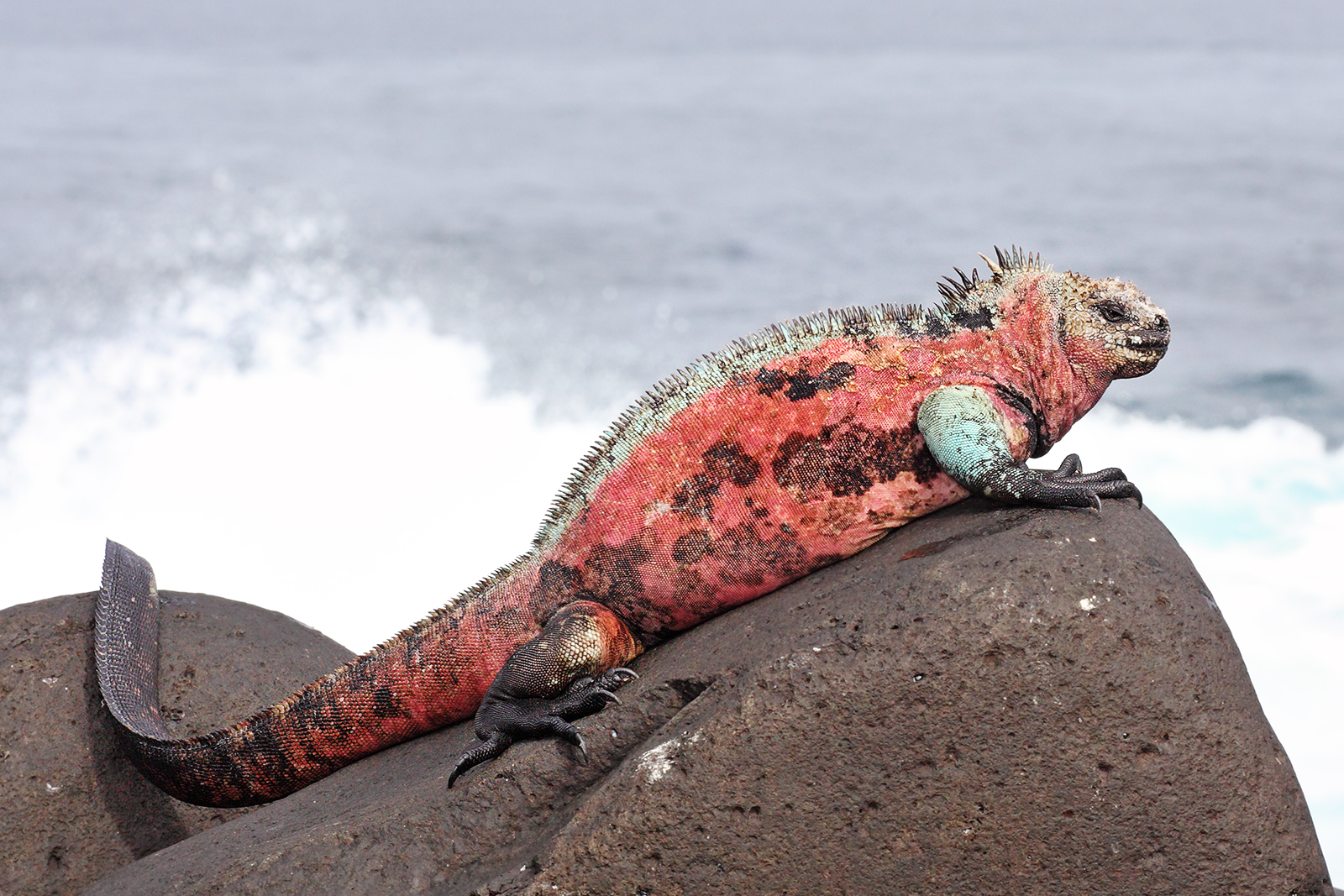
Tengeri leguán, Galápagos-szigetek
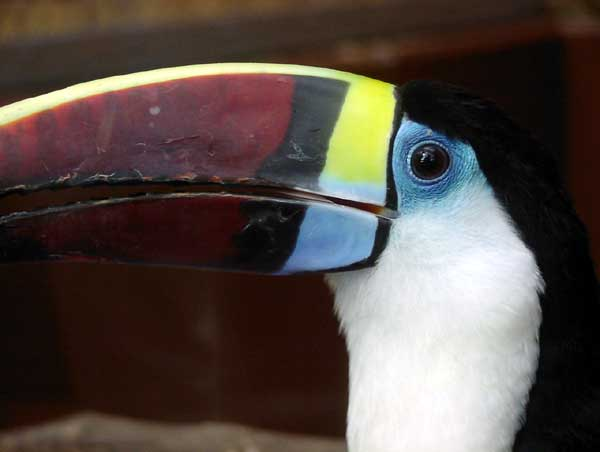
Fehértorkú tukán
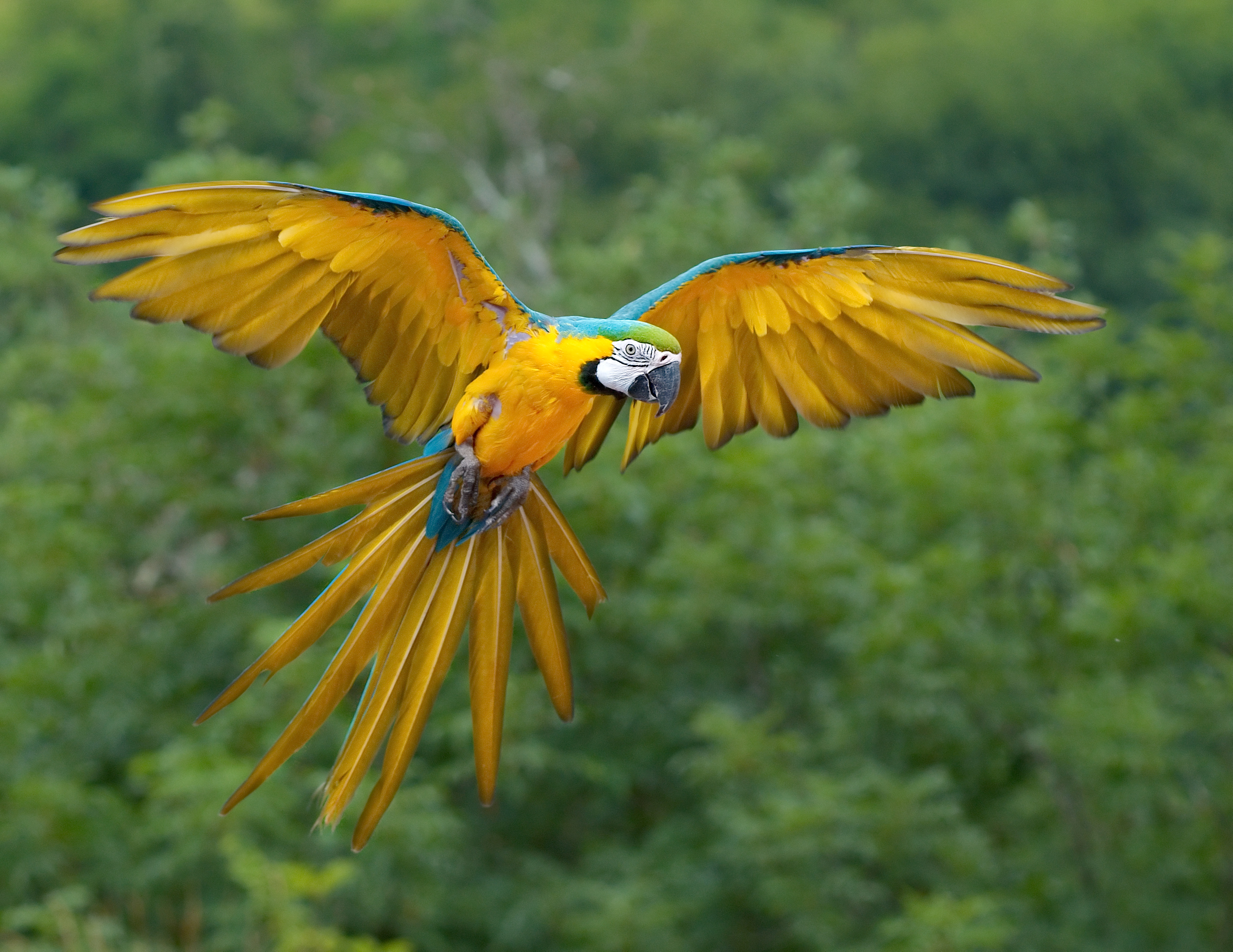
Közönséges arapapagáj
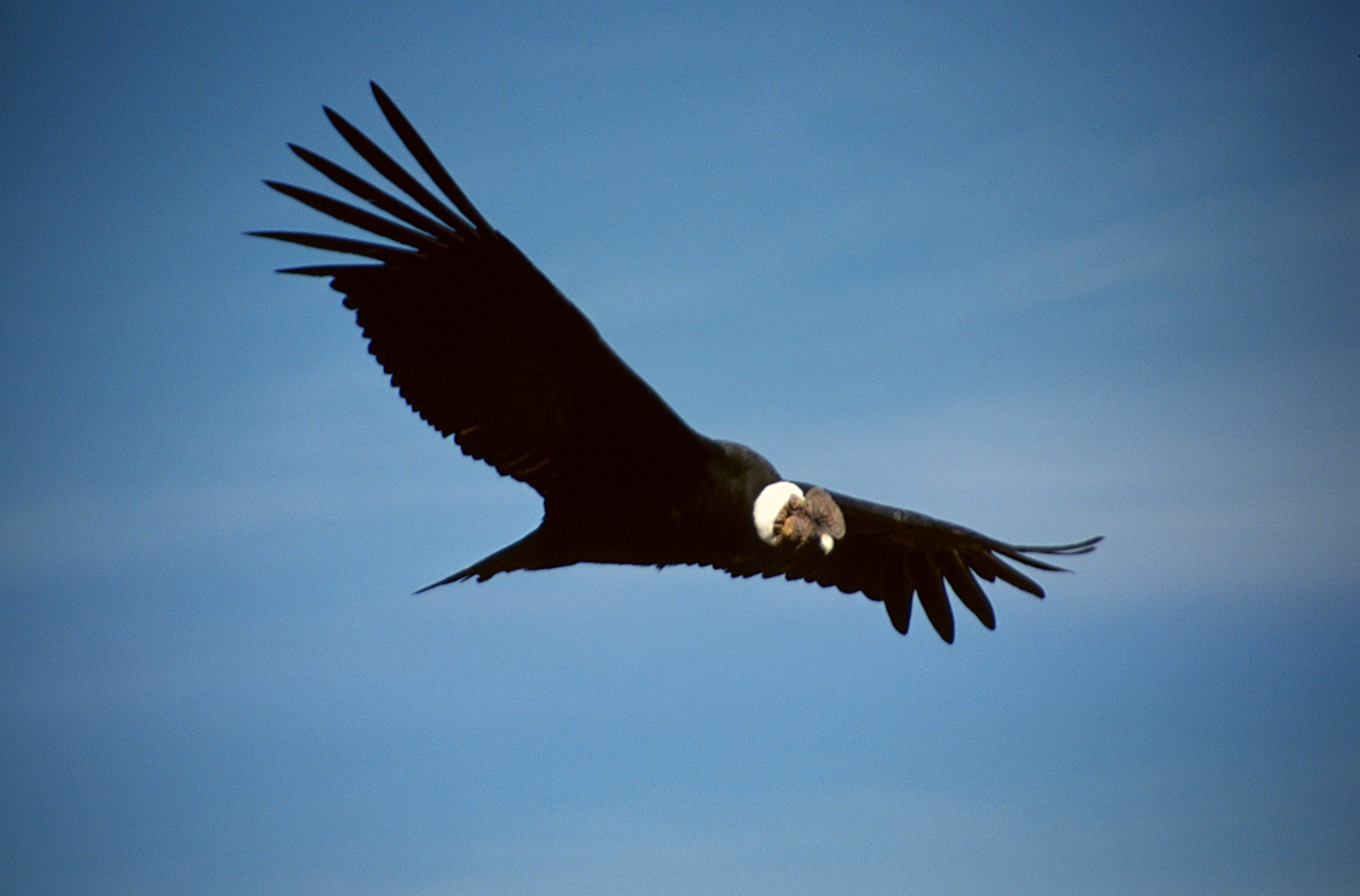
Andoki kondor
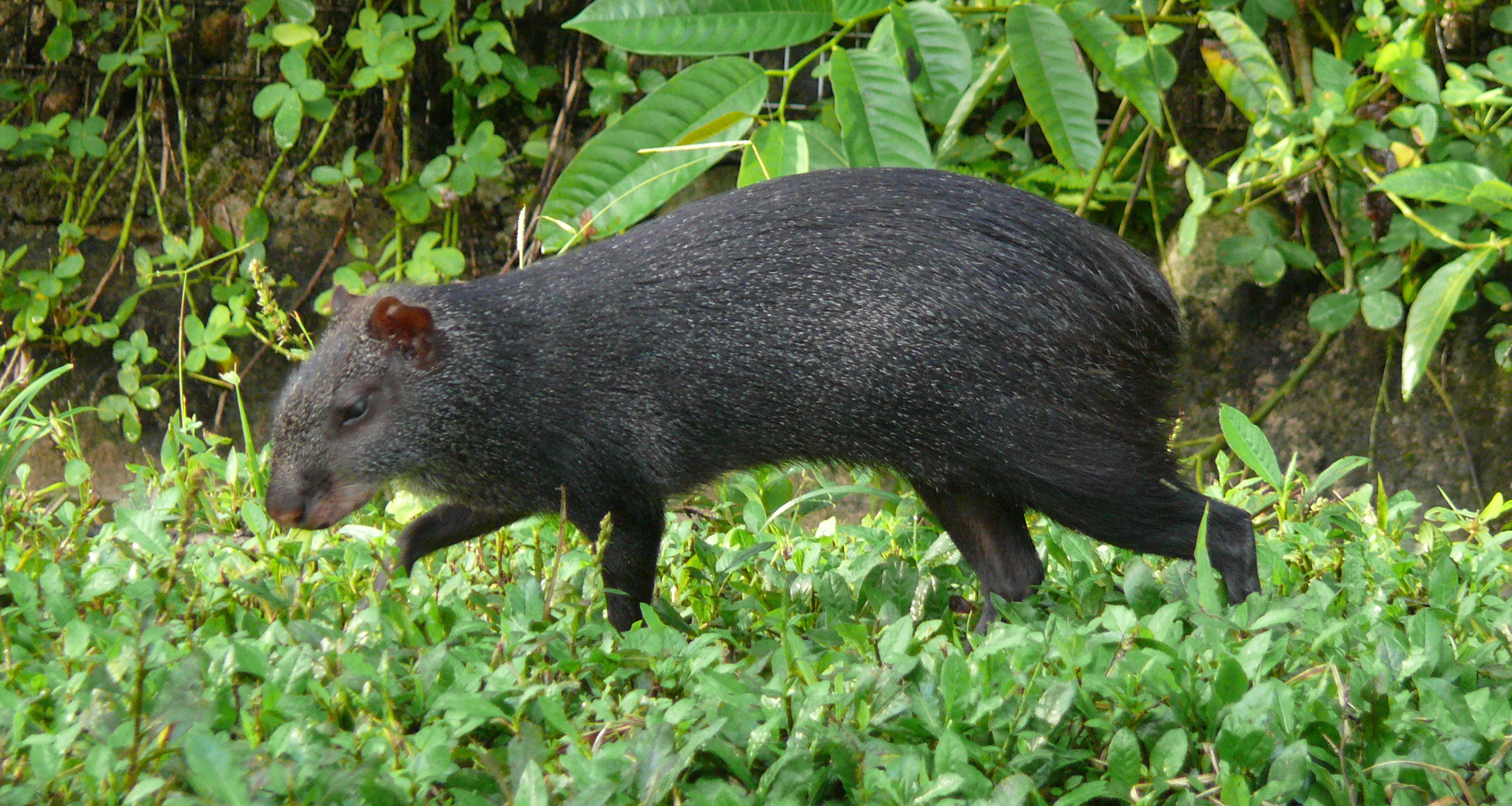
Dasyprocta fuliginosa
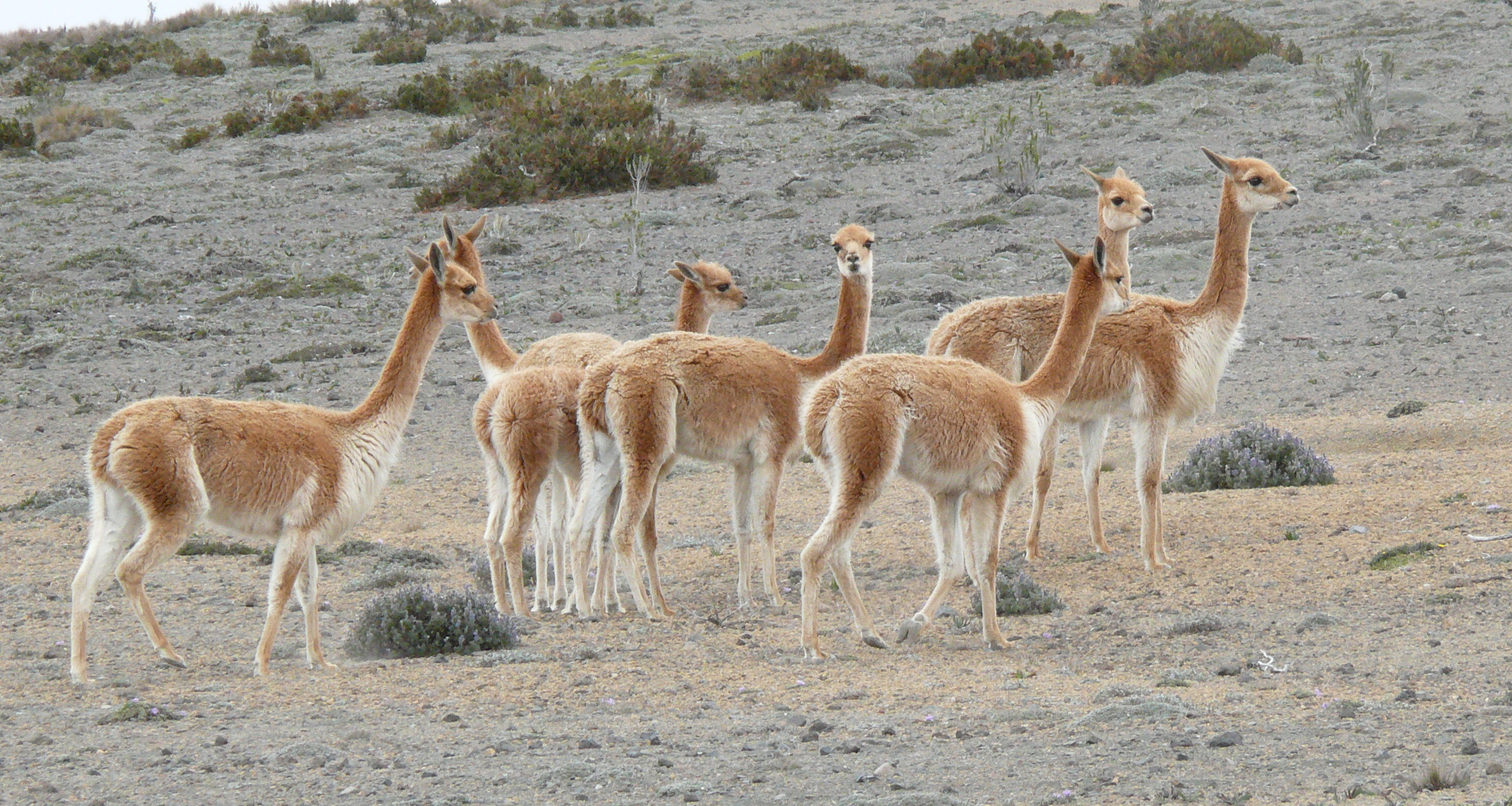
Vikunya

#### Nemzeti parkok
Sierra
- Cajas National Recreation Area
- Chimborazo Reserve

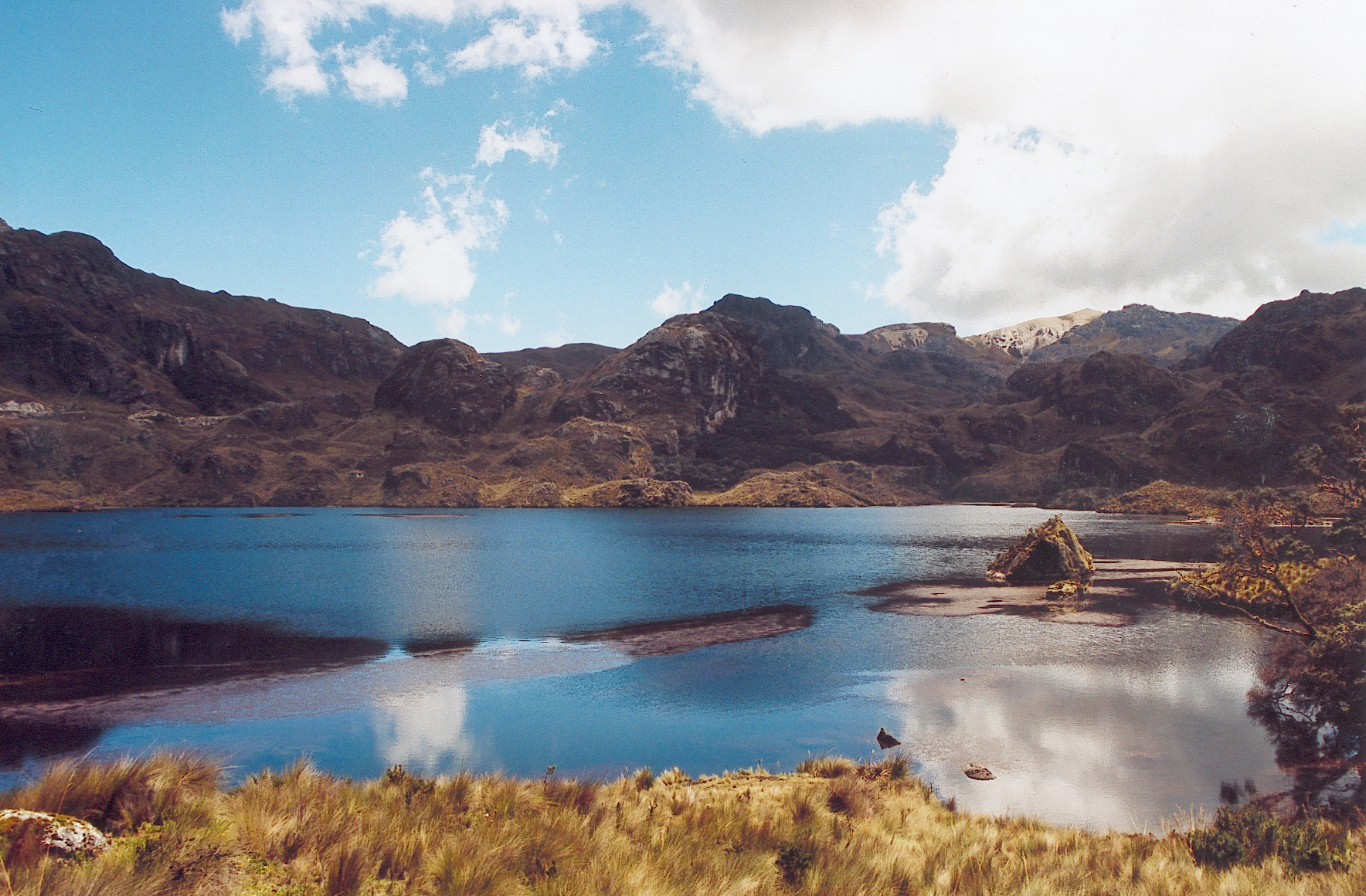
Cajas Nemzeti park

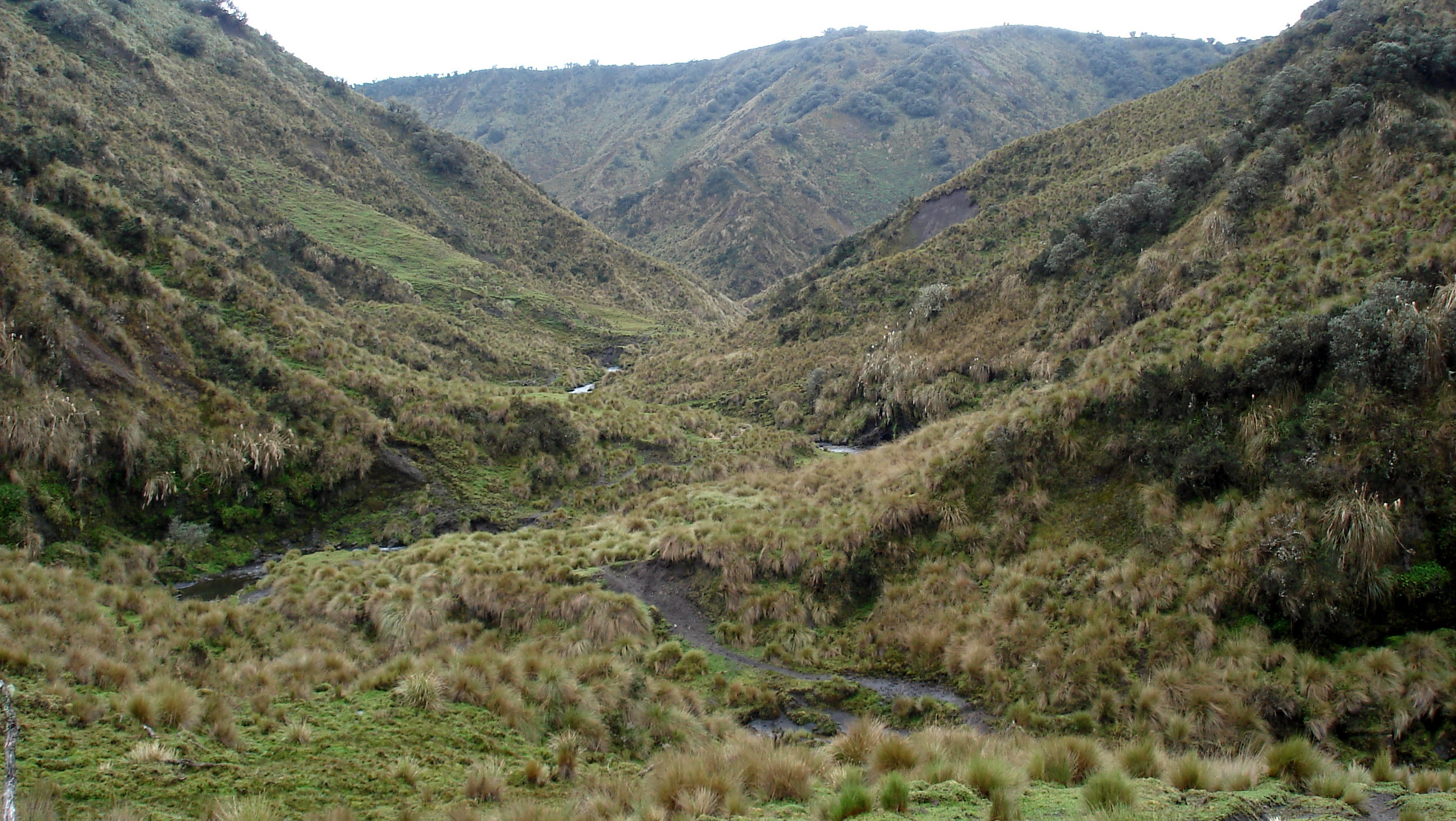
Sangay Nemzeti Park

- Cotacachi-Cayapas Ecological Reserve
- Cotopaxi National Park
- El Angel Ecological Reserve
- Ilinizas Reserve
- Pululahua Geobotanical Reserve
- Podocarpus National Park

Oriente
- Cuyabeno Reserve
- Limoncocha Biological Reserve
- Yasuní National Park

Andoki-Oriente
- Antisana Ecological Reserve
- Cayambe-Coca Ecological Reserve
- Llangantes National Park
- Sangay Nemzeti Park
- Sumaco-Galeras National Park

Costa, Región Insular
- Bosque Protector Cerro Blanco
- Machalilla National Park
- Mataje-Cayapas Mangrove Reserve
- Manglares Churute Mangrove Reserve
- Galápagos-szigetek Nemzeti Park

#### Természeti világörökség
- Galápagos-szigetek Nemzeti Park (a Galápagos-szigeteken), egészen egyedülálló élővilággal
- Sangay Nemzeti Park

### Környezetszennyezés
A háztartások több mint 90%-a tiszta üzemanyagot használ főzéshez. A levegő szennyezettsége probléma az ecuadori városokban. Például Quito és Cuenca adatai azt mutatják, hogy a levegőszennyezettség szintje meghaladja a nemzeti és a WHO-értéket.
A városi területeken kívül a kőolajkitermelés és a kőolajfinomítók a szennyezés fő forrásai. Az Amazonas régiójának területein az olajkitermelés során potenciálisan mérgező vegyületek keverékei keletkeznek. Az amazóniai kőolajtermelés egyre nagyobb környezetszennyezéshez vezet a kitermelés és a hibás csővezetékekből szivárgó olaj miatt is. A kőolajkitermeléssel összefüggésben számos, az őslakosok ellen elkövetett emberi jogsértésről is beszámolnak.
A fő nemzeti kőolajfinomítót és a Csendes-óceán északi partján, Esmeraldasban található hőerőművet a levegőszennyezés egyik fő forrásának tekintik.
A természetes édesvíz mikrobiális és kémiai szennyezése másik problémát jelent, mert az országban (2020 táján) még mindig hiányoznak a szennyvíztisztító telepek. A tengerparti, az andoki és amazóniai régiók tizenkét folyójában végzett vizsgálat megállapította, hogy az összes vizsgált folyóban az E. coli és az összes coliform szint a nemzetközi és ecuadori jogszabályok szerint megengedett maximális határérték felett van. A legszennyezettebb folyók a Zamora, az Esmeraldas és a Machángara voltak.

## Népessége
Népessége a 2020-as évek elején 17-18 millió fő.

### Népességének változása
| Lakosok száma | 1 500 000 | 5 212 760 | 6 198 787 | 7 508 899 | 8 742 761 | 10 123 593 | 11 557 151 | 13 279 806 | 14 756 424 | 16 938 986 |
|               | 1910      | 1965      | 1971      | 1978      | 1984      | 1990       | 1996       | 2003       | 2009       | 2022       |

### Legnépesebb városok
Az ecuadoriak többsége a központi tartományokban, az Andok hegységben vagy a csendes-óceáni partvidéken él. A trópusi esőerdővel borított terület, a hegységtől keletre (El Oriente) ritkán lakott. A lakosságnak csupán 3%-a lakik itt.
- Guayaquil: 2 044 000 fő (elővárosokkal 2 636 300 fő)
- Quito: 1 466 300 fő (elővárosokkal 1 808 100 fő)

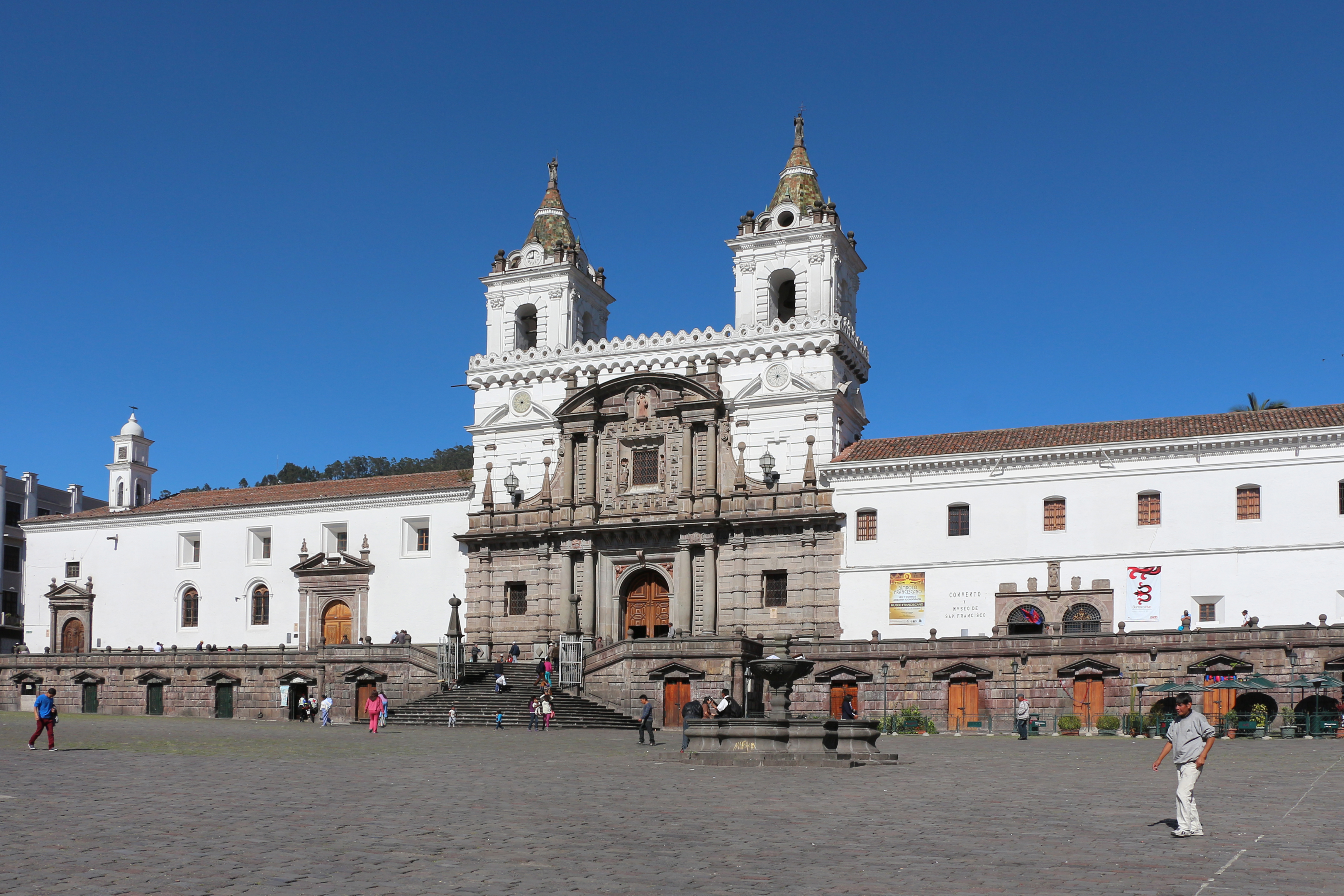
San Francisco- (Szt Ferenc) templom és kolostor Quito-ban

- Cuenca: 290 100 fő
- Santo Domingo: 209 900 fő
- Machala: 207 400 fő

### Etnikai összetétel
A CIA adatai szerint a lakosság összetétele 2011-ben a következő volt: "mesztic (bennszülött és fehér keverék) 65%, bennszülött 25%, spanyol és egyéb 7%, fekete 3%". Az ország lakosságának etnikai összetétele változatos. 2007-es adatok szerint a lakosság legnagyobb része (65%) mesztic volt, akik a spanyol gyarmatosítók és a bennszülöttek leszármazottai. A lakosság 25%-a bennszülött. Azok a spanyol vagy egyéb európai leszármazottak, akik a gyarmatosítás után nem keveredtek a helyi bennszülöttekkel ("Criollos") a lakosság 7%-át alkotják. Az afrikai-fehér keveredésű mulatt és zambo (afrikai-indián keverék) emberek kisebbséget alkotnak - ők elsősorban az Esmeraldas és az Imbabura tartományokban élnek (kb. 3%).

### Nyelvi összetétel
Az országban a hivatalos nyelv a spanyol, de beszélik még a kecsua és más indián nyelveket is.

### Vallási összetétel
A fő vallás a római katolikus (a lakosság kb. 75%-a római katolikus vallású), a maradék zöme protestáns, kis része egyéb vagy nem vallásos.

## Államszervezete

### Alkotmány, államforma
Ecuador elnöki köztársaság.
Lásd még: Ecuador elnökeinek listája

### Törvényhozás, végrehajtás, igazságszolgáltatás
A törvényhozás testülete a parlament, amelyben 100 képviselő foglal helyet. Az elnök az állam- és kormányfő.

### Közigazgatási beosztás
Ecuadornak 24 tartománya van, amelyek saját székhellyel rendelkeznek:
|    | Tartomány                      | Terület (km²) | Népesség (2010) | Székhely                     |
| -- | ------------------------------ | ------------- | --------------- | ---------------------------- |
| 1  | Azuay                          | 8639          | 702 893         | Cuenca                       |
| 2  | Bolívar                        | 3254          | 182 744         | Guaranda                     |
| 3  | Cañar                          | 3908          | 223 463         | Azogues                      |
| 4  | Carchi                         | 3699          | 165 659         | Tulcán                       |
| 5  | Chimborazo                     | 5287          | 452 352         | Riobamba                     |
| 6  | Cotopaxi                       | 6569          | 406 798         | Latacunga                    |
| 7  | El Oro                         | 5988          | 588 546         | Machala                      |
| 8  | Esmeraldas                     | 15 216        | 520 711         | Esmeraldas                   |
| 9  | Galápagos                      | 8010          | 22 770          | Puerto Baquerizo Moreno      |
| 10 | Guayas                         | 17 139        | 3 573 003       | Guayaquil                    |
| 11 | Imbabura                       | 4599          | 400 359         | Ibarra                       |
| 12 | Loja                           | 11 027        | 446 743         | Loja                         |
| 13 | Los Ríos                       | 6254          | 765 274         | Babahoyo                     |
| 14 | Manabí                         | 18 400        | 1 345 779       | Portoviejo                   |
| 15 | Morona Santiago                | 25 690        | 147 886         | Macas                        |
| 16 | Napo                           | 13 271        | 104 047         | Tena                         |
| 17 | Orellana                       | 20 773        | 137 848         | Puerto Francisco de Orellana |
| 18 | Pastaza                        | 29 520        | 84 329          | Puyo                         |
| 19 | Pichincha                      | 9494          | 2 570 201       | Quito                        |
| 20 | Santa Elena                    | 3763          | 301 168         | Santa Elena                  |
| 21 | Santo Domingo de los Tsáchilas | 3857          | 365 965         | Santo Domingo                |
| 22 | Sucumbíos                      | 18 612        | 174 522         | Nueva Loja                   |
| 23 | Tungurahua                     | 3334          | 500 775         | Ambato                       |
| 24 | Zamora Chinchipe               | 10 556        | 91 219          | Zamora                       |

A tartományok Ecuadorban kantonokra vannak osztva, azok pedig egyházközségekre (parókiákra vagy plébániákra).

### Politikai pártok
| Ecuadori pártok |
| --- |
| - Alfarista Radikális Front (Frente Radical Alfarista) - Ecuadori Kommunista Párt (Partido Comunista del Ecuador, PCE) - Demokratikus Népi Mozgalom (Movimiento Popular Democrático) - Ecuadori Radikális Liberális Párt (Partido Liberal Radical Ecuatoriana) - Ecuadorian Roldosist Party (Partido Roldosista Ecuatoriano) - Institutional Renewal Party of National Action (Partido Renovador Institucional de Acción Nacional) - Január 21 Hazafias Társadalmi Párt (Partido Sociedad Patriótica 21 de Enero, PSP) - Ecuadori Marxista–Leninista Kommunista Párt (Partido Comunista Marxista Leninista del Ecuador, PCMLE) - Ecuadori Haladás Mozgalom (Movimiento Fuerza Ecuador) - Demokratikus Baloldal Pártja (Partido Izquierda Democrática) - Népi Demokrácia-Kereszténydemokrata Unió (Democracia Popular-Unión Demócrata Cristiana) - Pachakutik Nemzeti Egyesült Mozgalom - Új ország (Movimiento Unidad Plurinacional *Pachakutik - Nuevo País) - Szociális Keresztény Párt (Partido Social Cristiano) - Szocialista Párt-Homlok Front (Partido Socialista-Frente Amplio, PS-FA) - Ecuadori Munkáspárt (Partido de los Trabajadores del Ecuador, PTE) - Concentration of People's Forces (Concentración de Fuerzas Populares) - Szabadság Párt (Partido Libertad) - Hazafias Mozgalom (Movimiento Patria Solidaria) - Provincial Integration Movement (Movimiento Integración Provincial) - Demokratikus Átalakulás (Transformación Democrática) |

## Gazdasága

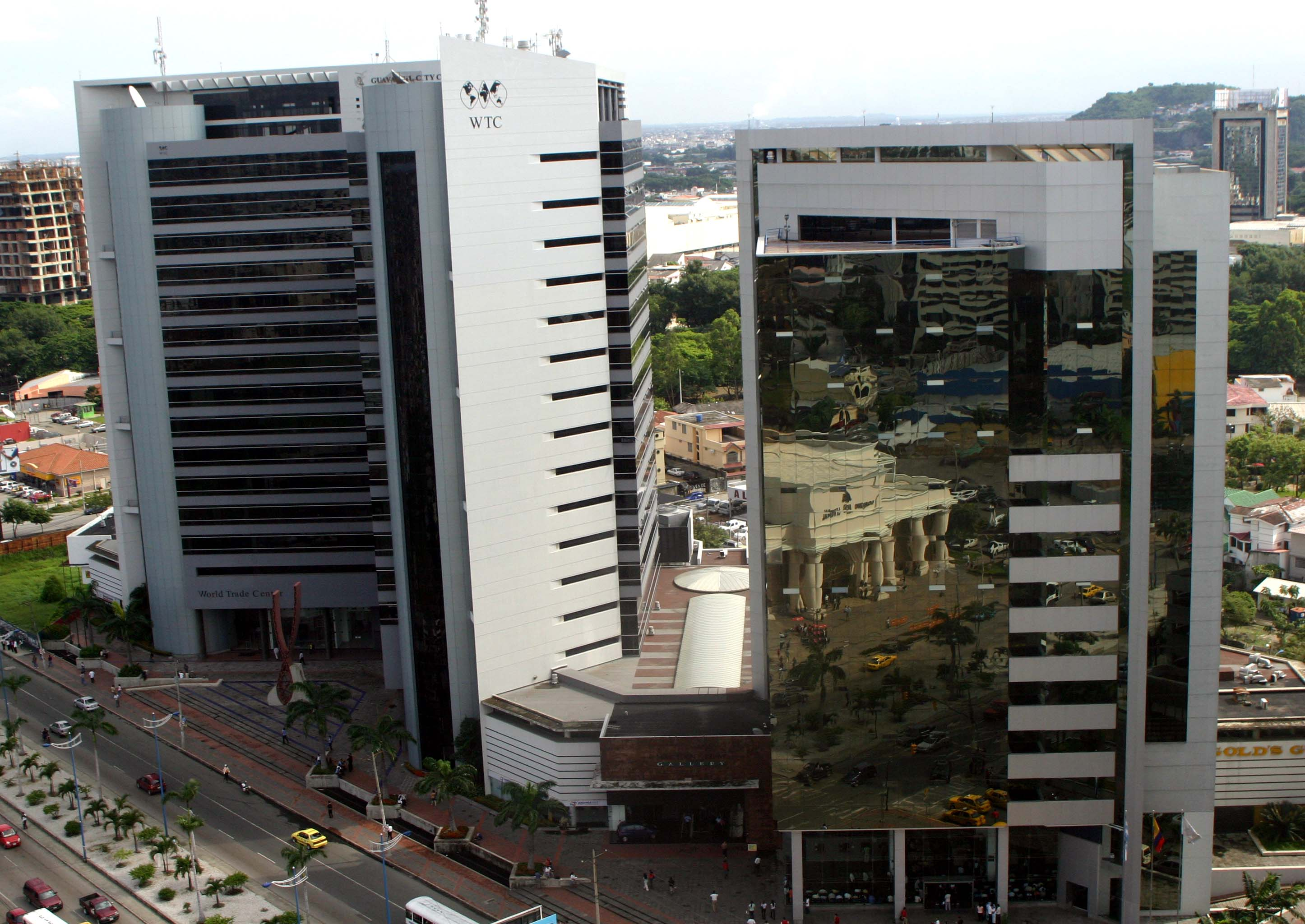
A világkereskedelmi központ épülete Guayaquilben

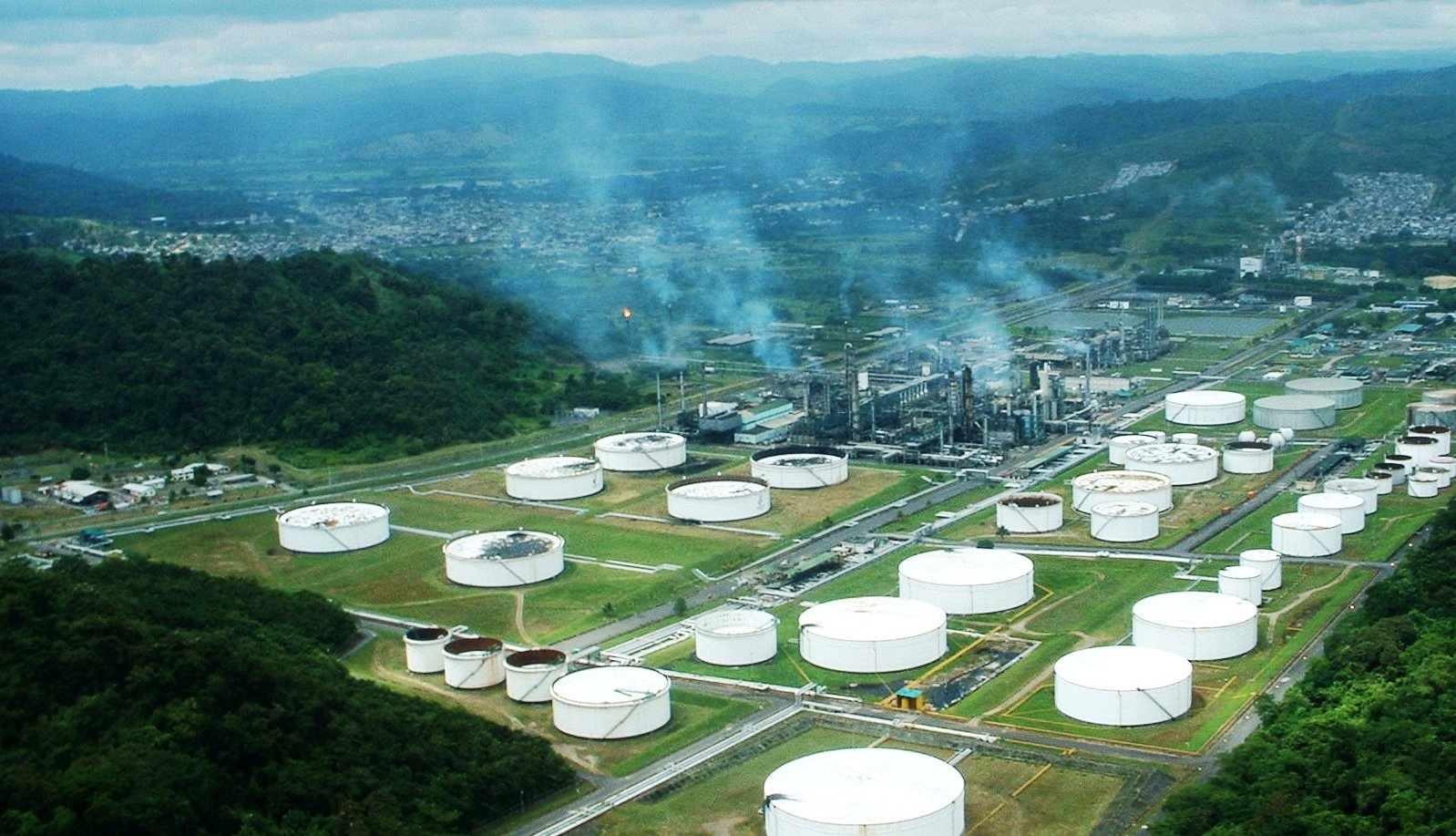
Kőolajfinomító telep, Esmeraldas

Ecuador gazdasága exportközpontú. Nyersanyag forrásai a következők: nyersolaj, hal, rák, fa és arany. Ezen felül jelentős az országban a mezőgazdaság is: banán, virág, kávé, kakaó, guayusa, cukor, trópusi gyümölcsök, pálmaolaj, rizs, rózsa és kukorica. Az ország legjelentősebb nemzeti exportja a nyersolaj. A világpiaci árak ingadozása alapvető hatással van a belső piacára. Az ipar elsősorban a belső piac ellátására irányul.
Az 1997–98-as gyenge gazdasági teljesítményt követően súlyos gazdasági válságba került az ország 1999-ben. A válságot az El Niño jelenség indította el 1997-ben, ami miatt az olaj világpiaci értéke zuhanni kezdett és a piac bizonytalanná vált. Ennek következtében az ország GDP-je 7,3%-kal zsugorodott, és az előző évhez képest 52,2% volt az infláció, a nemzeti valuta értéke 65%-kal csökkent. Ecuador nemzetközi kölcsönök felvételére szorult 1999-ben. Egy évvel később Jamil Mahuad miniszterelnök bejelentette, hogy az ország felveszi az amerikai dollárt hivatalos fizetőeszközként. Mahuad ugyan távozásra kényszerült hivatalából, utódja, Gustavo Noboa véghez vitte az eredeti tervet és a Nemzetközi Valutaalappal is tárgyalásokat kezdeményezett.

### Külkereskedelem
- Főbb exportáruk : ásványolaj, banán, vágott virágok, garnélarák, kakaó, kávé, fa, hal
- Importtermékek: műszaki berendezések és alkatrészek, vegyipari termékek, nyersanyagok, iparcikk, közszükségleti cikkek, gyógyszerek.

Főbb kereskedelmi partnerek 2017-ben :
- Import:  USA 22,8%,  Kína 15,4%, Kolumbia 8,7%, Panama 6,4%, Brazília 4,4%, Peru 4,2%
- Export:  USA 31,5%, Vietnam 7,6%, Peru 6,7%, Chile 6,5%, Panama 4,9%, Oroszország 4,4%, Kína 4%

## Közlekedés

Ecuador úthálózata

Az utak hossza kb. 43 197 km (1999), ebből 8165 km aszfaltozotott. Ecuador nemzeti közúthálózatát a közmunkáért és kommunikációért felelős minisztérium (Ministerio de Obras Públicas y Comunicaciones) irányítja. A Pánamerikai főútvonal köti össze az ország északi és déli részeit. Ez az út jelenti az összeköttetést az északi Kolumbiával és déli, keleti Peruval. Az utak minősége erősen változó.
A városok közötti buszközlekedés nagyon jól kiépült. A járatok a hegyi utakon és országutakon közlekednek. A legfontosabb utak a Carretera Panamericana része észak–déli vonalú. A másik fontos útvonal Santo Domingo és Quito között van. A legmodernebb ecuadori országút Guayaquil és Salinas között fut.
Az ország vasúthálózatának hossza 812 km. Az ország nemzeti vasútközlekedéséért az Empresa de Ferrocarriles Ecuatorianos felelős. Az Andokban található vasútvonalak gyakorlatilag nem üzemelnek. A turisták általában Alausí kantonban szállnak vonatra, azonban néhányan hosszabb útra is vállalkoznak (ha éppen üzemel). Nemzetközi vasút nem létezik jelenleg Ecuador és a szomszédos államok között.
Nemzetközi repülőtér Quitoban és Guayaquilban található, ezenkívül 60 repülőtér van az országban.
A legfontosabb tengeri kikötők Mantaban, Esmeraldasban és Machalaban találhatók, ezeken kívül még 5 kikötője van.

## Telekommunikáció
| Hívójel prefix | HC-HD |
| ITU zóna       | 12    |
| CQ zóna        | 10    |

## Kultúra

### Iskolarendszer

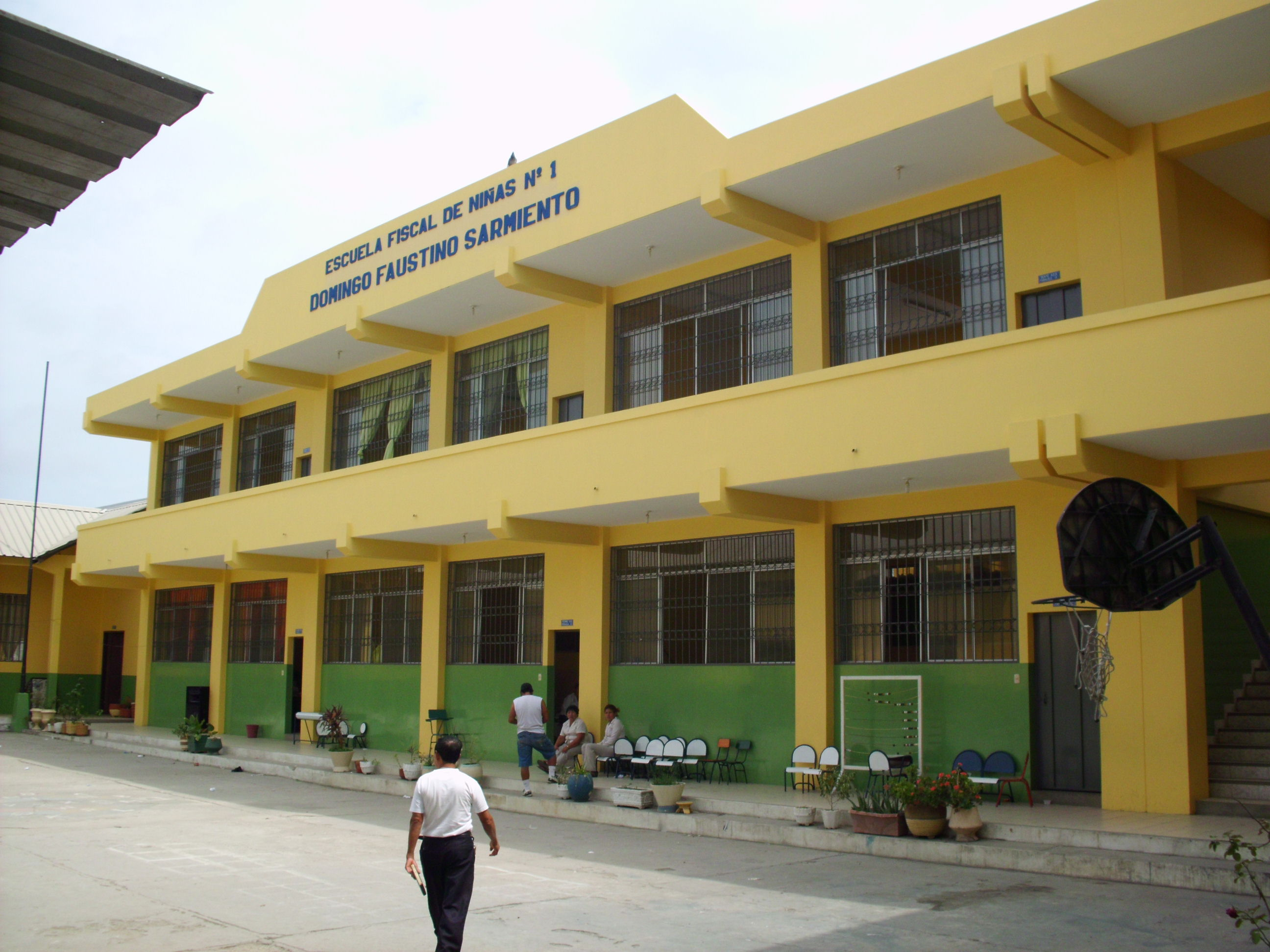
Iskolaépület

Az ecuadori alkotmány kötelezővé teszi a gyermekek számára az iskolát, amíg azok az alapképzést el nem végzik. Ez mintegy kilenc évet jelent. 1996-ban a beiratkozások száma az összes gyermek 96,9%a volt, az ötödik osztályig pedig a tanulók 71,8 %-a jutott el. Az általános és középiskolai képzést az állam fizeti ugyan, azonban a családok gyakran ütköznek anyagi nehézségekbe az egyéb költségek - tankönyvek, utazás - miatt.
Az állami iskolák támogatása gyakran alacsonyabb a kelleténél és az osztályok létszáma is sokszor túl nagy. Az elmaradottabb területeken csupán a gyermekek 10%-a tanul tovább középiskolákban. Az ecuadori oktatási minisztérium állítása szerint a lakosság átlag 6,7 évet jár iskolába.
Ecuadorban 61 egyetem működik, amelyek közül a tanulmányok végén sok adományoz a hagyományos, spanyol oktatási rendszer szerinti diplomát. Ilyenek főleg az orvosi, ügyvédi és mérnöki iskolák. Ez a diploma a nyugati országokban megszokott doktori diplomának felel meg. 2004-ben a felsőoktatásért felelős nemzeti tanács átszervezésbe kezdett annak érdekében, hogy harmonizálják a képzési szinteket a nemzetközi normák szerint.
Az országban mintegy 300 intézet ajánl felsőoktatási végzettséget (két-hároméves képzéssel).

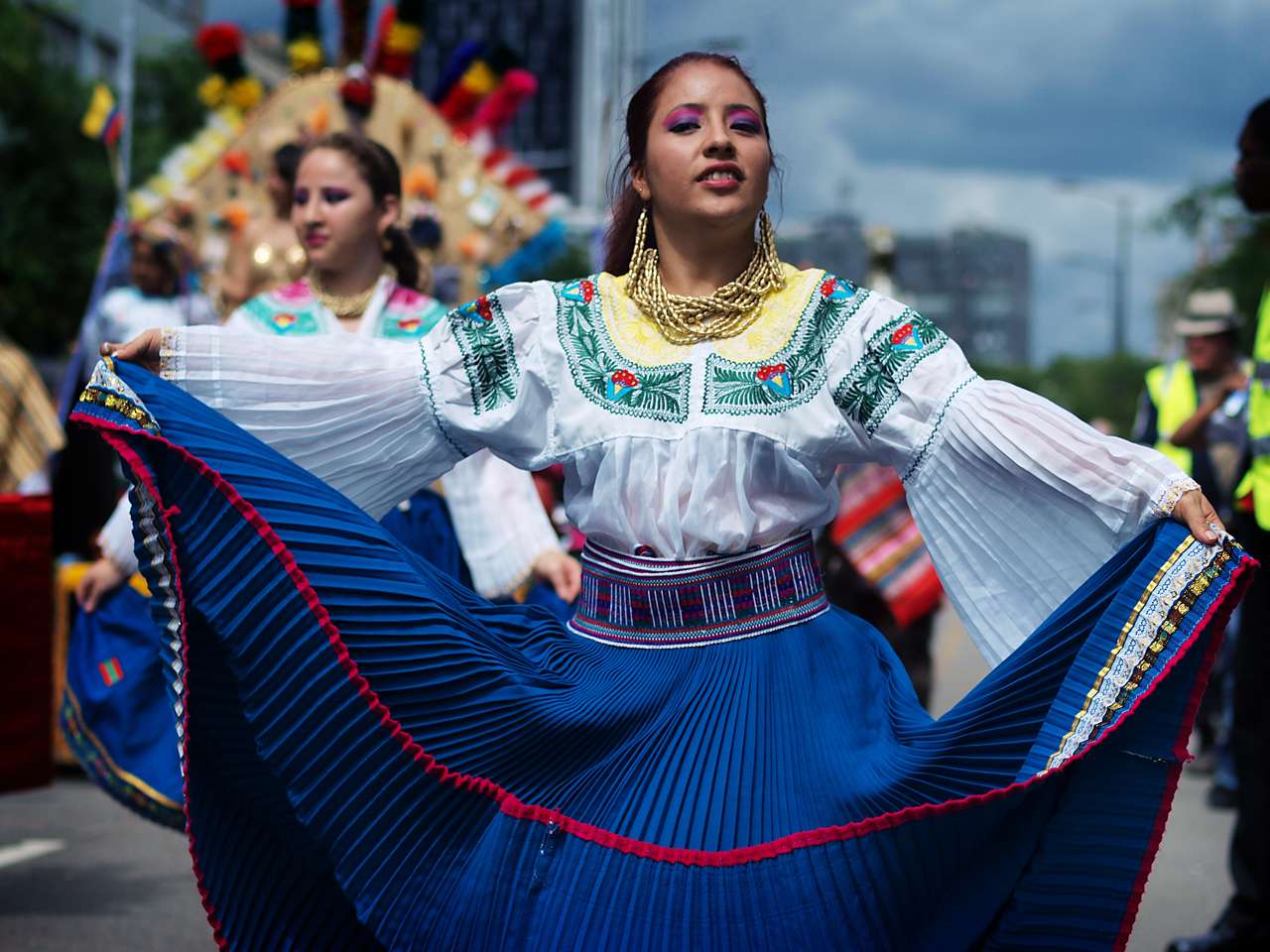
Mesztic lány a hagyományos ruhában a Carnaval del Pueblo ünnepségen

Ecuador kultúráját meghatározza a hispán mesztic örökség, amely általában spanyol eredetű. Ezt különböző mértékben befolyásolták a különböző bennszülött indián hagyományok, néhány esetben afrikai elemekkel tarkítva. A legelső és legalapvetőbb újkori bevándorlási hullámot a spanyol gyarmatosítók jelentették Ecuadorban. A 19. században végén és a 20. század elején egy kisebb számú, európai és észak-amerikai bevándorlási hullám volt. A második világháború alatt és után szép számban érkeztek lengyel, litván, angol, ír és horvát bevándorlók. Mivel az afrikai rabszolgatartás nem volt jelentős a spanyol gyarmatosításban, ezért afrikai leszármazottak többnyire csak az ország északi részén találhatók. Ez főleg egy afrikai rabszolgákat szállító hajó hajótörése miatt alakult ki. A partra úszó túlélők új életbe kezdhettek, szabadon, megőrizve eredeti kultúrájukat, amire nem voltak hatással a más tartományokban található (például andoki) kulturális elemek.
Ecuador bennszülött közösségei különböző mértékben épültek be az ország kulturális életébe, azonban néhányuk a mai napig megőrizte a saját kulturális szokásait, elsősorban az Amazonas-medence távoli vidékein. A népesség 90%-a beszéli az ország első számú nyelvét, a spanyolt. Az ecuadoriak egy része beszél valamilyen bennszülött nyelven is, néha akár második nyelvként. Mindössze 2%-ot tesz ki azok száma, akik kizárólag bennszülött nyelven értenek.

#### Kulturális világörökség
Az UNESCO világörökség listáján Ecuadorból két kulturális érdekű helyszín található.
- Quito óvárosa
- Cuenca történelmi központja

### Művészetek
A legismertebb ecuadori művészeti stílus a ferencesek által alapított Quitói iskola (Escuela Quiteña), ami a 16-18. század között alakult ki. A quitói templomok falán található festmények ötvözik a spanyol és a bennszülött motívumokat. A stílus formálódása az évszázadok alatt felvonultatja a különböző korabeli spanyol reneszánsz és manierista jegyeket. Fénykorában fő jellemzője a barokk és rokokó volt, míg később a neoklasszicizmus és republikánus motívumok kerültek előtérbe. A legfontosabb ecuadori festők: Oswaldo Guayasamín, Camilo Egas és Eduardo Kingman a Bennszülött mozgalomból; Manuel Rendon, Jaime Zapata, Enrique Tábara, Aníbal Villacís, Theo Constanté, León Ricaurte és Estuardo Maldonado az Informalista mozgalomból; valamint az absztrakt és futurista Luis Burgos Flor. Tigua bennszülött festők hagyományos jellegű festményei szintén világhírűek.

### Zene
A nemzeti hangszer a rondador, amely egy olyan pánsíp, ahol a sípok nem nagyság szerint vannak sorba rendezve, hanem úgy, hogy a szomszédos csövek egyidejű megfúvásával tercelő dallamok állíthatók elő, gyors futamoknál pedig sajátos trillaszerű díszítések.

### Szokások - illemtan[25]
- Beszélgetés közben az ecuadoriak meglehetősen közel állnak egymáshoz és meg is érintik egymást.
- Az ebéd- illetve vacsorameghívások nem gyakoriak. Népszerűek viszont a késő este kezdődő és másnap reggelig tartó partik, amelyek gyakran reggelivel zárulnak.
- Ha felsőbb körökhöz tartozó vendéglátónál vacsorázunk, az étkezés végén ajánlott kevés ételt a tányéron hagyni. Ha a vendéglátó középosztálybeli vagy alacsonyabb rendű, nyugodtan elfogyasztható a tányérról minden.
- Társaságban minden vendéget a vendéglátó egyenként mutat be. A vendégségből távozóan dicsérjük meg a vendéglátó otthonát!
- A bikaviadal Ecuadorban művészetnek számít. Ne tegyünk róla negatív megjegyzést!
- Társalgáskor ajánlott kerülni a vallási, politikai, gazdasági kérdéseket és bármit, ami Ecuador elmaradottságára utal.

### Gasztronómia

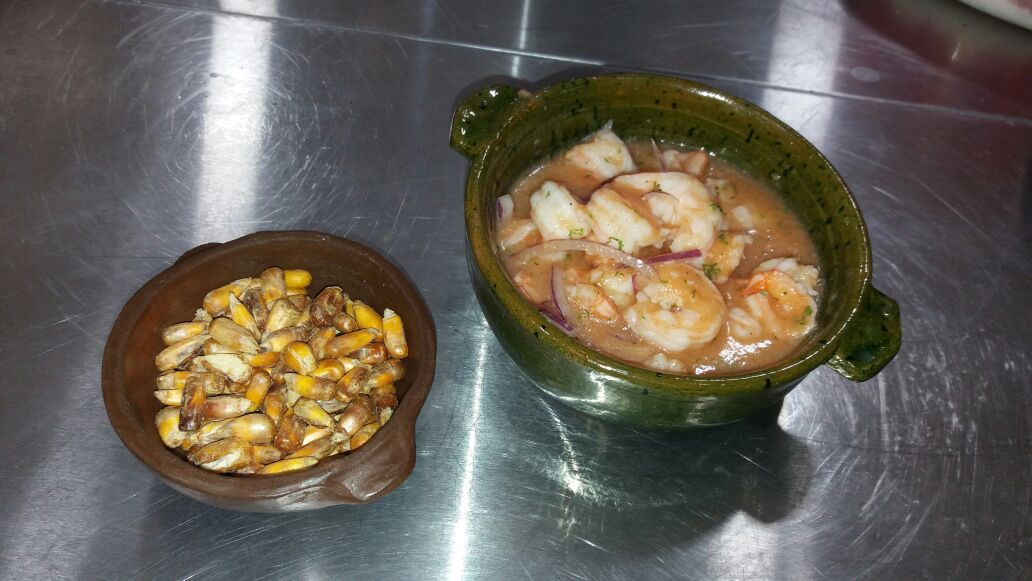
Ecuadori szevicse

Az ecuadori konyha változatos, amely függ a tengerszinttől mért magasságtól és a mezőgazdasági viszonyoktól is. A legtöbb helyen követik a hagyományos háromfogásos étkezést: leves, fő fogás (általában rizs és valamilyen fehérje, hús vagy hal) és egy desszert vagy kávé, esetleg tea.
A hegyvidéken népszerű a disznó, csirke, marha és tengerimalac, amelyet főleg rizzsel és kukoricával vagy krumplival fogyasztanak.
Az óceánhoz közeli területeken népszerű a hal, a rák és az ún. szevicse. A szevicsét általában rántott, ropogós gyümölcsökkel, popcornnal vagy sültkukoricával tálalják. A mogyoró és egyéb magvak is tányérra kerülnek ezen a területen. A kókuszleves ételek is népszerűek. Gyakori a Churrasco, amely egy tipikus dél-amerikai, grillezett hús. Az Arroz con menestra y carne asada (rizs és bab grillezett marhahússal) Guayaquil régiójának egyik hagyományos étele.
Az Amazonas vidékén a manióka jelenti a fő ételt. Itt rengeteg fajta gyümölcs terem: banán, kakaó bab, mangó stb.

## Egészségügy

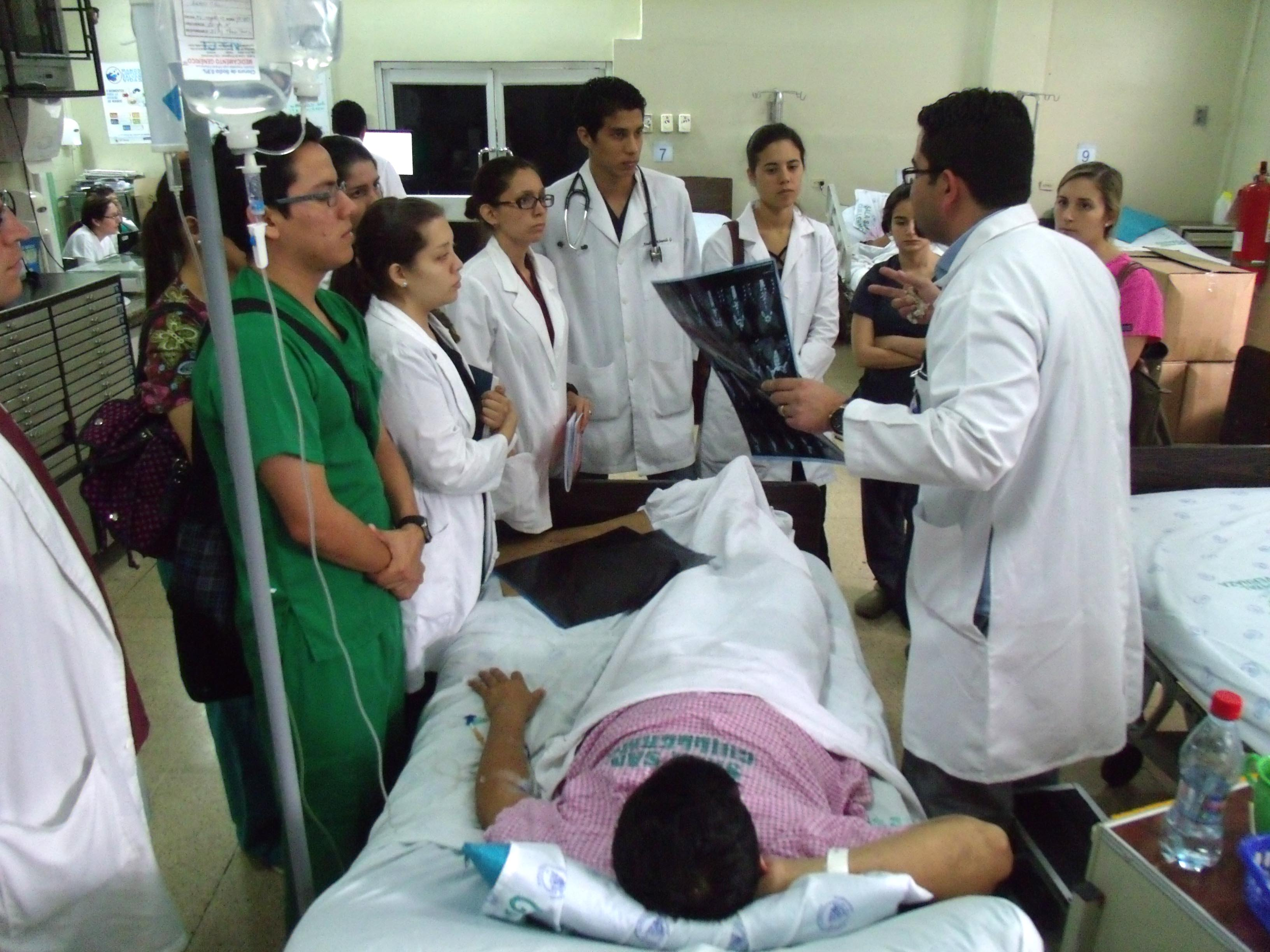
Kórházi kép, El Hospital Vernaza, Guayaquil

Ecuador jelenlegi közegészségügyi rendszere 1967 óta nem változott. Az ecuadori közegészségügyi minisztérium (Ministerio de Salud Publica del Ecuador) felel az közegészségügy szabályaiért és megtervezéséért. Ennek élére a köztársaság elnöke választ minisztert - a jelenlegi miniszter Dr. David Chiriboga.
Az ecuadoriak születéskor várható átlagos életkora 75 év. A csecsemőhalálozási arány 1000 születésből 13, ami nagy javulást jelent az 1980-as évekhez képest, amikor ez az arány 1000-ből 76 volt. Az 5 év alatti gyerekek 23 százaléka alultáplált. A városoktól távoli területeken élő népességnek nincs ivóvize, ezért tartályokban szállítják ezekre a területekre a vizet. 100 000 emberből átlag 686 a maláriás megbetegedés.
Javasolt oltások Ecuadorba utazóknak:
- Hastífusz
- Hepatitis A (magas a fertőzésveszély)
- Hepatitis B (közepes a fertőzésveszély)
- Veszettség
- Sárgaláz

Malária ellen gyógyszer van. (A perui és a kolumbiai határok mentén magas a fertőzés kockázata).
Kötelező oltás, ha fertőzött országból érkezik/országon át utazik valaki:
- Sárgaláz

## Turizmus

### Fő látnivalók
- Quito
- Galápagos-szigetek
- Baños de Agua Santa
- nemzeti parkok
- a Quilotoa kialudt vulkán krátertava
- Cuenca
- Mindo
- Loja
- Latacunga
- Ingapirca
- az óceánpart

## Sport

### Olimpia
Az országnak eddig 2 érme van az olimpiáról (arany és ezüst). Az 1996-os atlantai olimpián Jefferson Pérez férfi 20 km-es gyaloglásból aranyérmes lett. 2008-ban már csak a 2. helyet tudta megszerezni.

### Labdarúgás
Az Ecuadori labdarúgó-válogatott eddigi legjelentősebb eredményei az 1959-es és az 1963-as Copa América kupán elért 4. helyük volt.

## Ünnepnapok
- január 1.: újév
- január 6.: Vízkereszt
- február 12.: Az Amazonas felfedezésének napja (1542)
- február 27.: A Tarqui ütközet
- május 1.: a munka ünnepe
- május 24.: a Pichincha ütközet
- július 24.: Simon Bolivar születésnapja
- július 25.:
- augusztus 10.: a függetlenség napja
- augusztus 15.:
- október 9.: Guayaquil függetlenségének napja
- október 12.: Amerika felfedezésének napja
- november 1.: mindenszentek napja
- november 2.: halottak napja
- november 3.: Cuenca függetlenségének napja
- december 6.: Quito ünnepe
- december 25.: karácsony

### Újságok
- El Universo
- El Comercio
- La Hora
- Diario Hoy
- El Mercurio